# كرفلة لاون (مقاطعة دورة)
كرفلة لاون (بالفارسية: کرفله لاون) هي قرية تقع في Shurab Rural District في إيران. يقدر عدد سكانها بـ 86 نسمة بحسب إحصاء 2016.